# Distrito de Timiskaming
O Distrito de Timiskaming é uma região administrativa da província canadense de Ontário. Sua capital é Haileybury. Possui uma população de 69 901 habitantes.